# Santuari d'Ise
El Santuari d'Ise (en japonès: 伊勢神宮, Ise-jingū), també conegut com el Gran Santuari d'Ise (伊勢大神宮, Ise-Daijingū) i oficialment com El Santuari (神宮, Jingū), és el santuari del xintoisme més important del Japó, considerat el lloc més sagrat d'aquesta religió. Es localitza a la ciutat d'Ise, en el centre de la prefectura de Mie, a la regió central-sud del país. La zona on se situa el Santuari forma part del Parc Nacional Ise-Shima, que inclou a més a més d'altres llocs sagrats i històrics, com ara Meoto Iwa i el Saiku -residència imperial durant l'era Heian-. El Santuari és esmentat als dos llibres més antics del Japó, el Kojiki i el Nihonshoki, escrits a començaments del segle viii, en què s'esmenta que la fundació llegendària del Santuari va ser realitzada l'any 4 aC., per la princesa Yamatohime-no-mikoto, filla de l'Emperador Suinin.
El Santuari d'Ise es compon de dos santuaris principals: el Santuari Interior (内宮, Naikū) i el Santuari Exterior (外宮, Gekū), situat a uns sis quilòmetres al nord-oest del primer. A més, aquests dos complexos posseeixen uns cent vint-i-tres santuaris subordinats de diverses categories, noranta-u a Naikū i trenta-dos a Gekū, sumant en total cent vint-i-cinc santuaris. El complex de Naikū està dedicat a l'adoració de Amaterasu Ōmikami, la deessa xintoista del Sol i avantpassada de la Família Imperial del Japó, per la qual cosa està sota la cura i la protecció d'aquesta, concretament del summe sacerdot i de la summa sacerdotessa, descendents tots dos de l'emperador del Japó. El complex de Gekū està dedicat a l'adoració de Toyouke no Ōmikami, deessa dels cereals, el vestit, l'aliment, l'habitatge, l'agricultura i la indústria. Posseeix un estil arquitectònic arcaic conegut com a Shinmeizukuri, representatiu d'un autèntic estil japonès, que reflecteix l'estil Shintō tardà, previ a l'arribada del budisme al Japó al segle vi i que és comú a tota la prefectura d'Ise.
Al Santuari d'Ise hi ha a més un bosc amb arbres sagrats i diferents zones on s'elaboren productes que són utilitzats com a ofrenes sagrades: un camp d'arròs, una salina, un hort, factories tradicionals de seda, cànem i terrisseria, llocs d'assecat de peix, etc. També posseeix algunes àrees culturals com una biblioteca i tres museus, així com altres edificacions annexes. Dins del Santuari tenen lloc una gran quantitat de cerimònies religioses diàries basades en els cicles agrícoles, indispensables en l'economia japonesa tradicional. Aquestes activitats estan organitzades per una jerarquia eclesiàstica que és l'encarregada de manejar els elements sagrats que són usats com a ofrenes: aigua, foc, aliments, seda, fusta, música i dansa, etc. Tots els anys, creients procedents de tot el país acudeixen en peregrinació al Santuari, fet conegut com a O-Ise-Mairi, ja que, segons la tradició, els practicants del Shintō han d'acudir al santuari almenys una vegada en la seva vida. Primer ho fan al Gekū per posteriorment peregrinar al Naikū, malgrat que aquest sector és accessible només de vegades especials. Els santuaris principals de cada complex no són accessibles al públic i només poden ser vists a certa distància, des de darrere d'unes tanques.

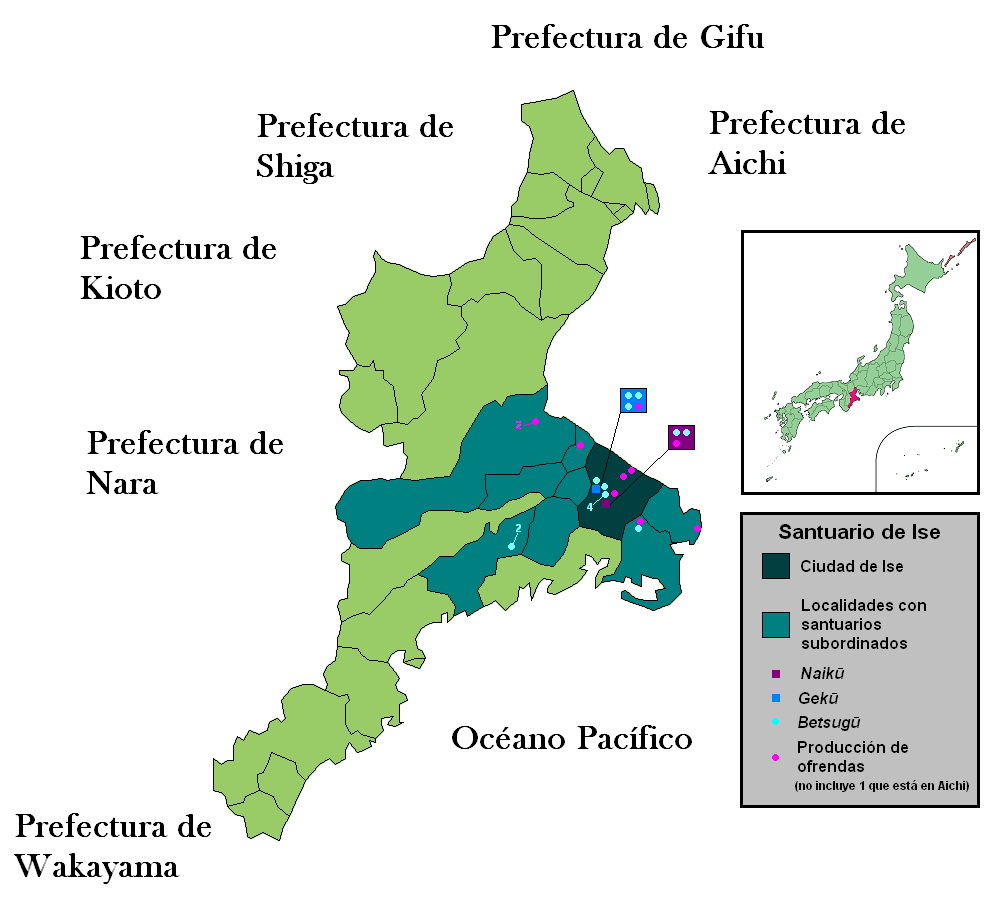
Mapa de la prefectura d'Ise, mostrant l'àrea que abasta tots els santuaris i establiments subordinats al Santuari d'Ise.

## Origen mitològic i religiós
La religió Shintō (神道, literalment, 'camí dels déus') és considerada la religió nativa del Japó i es basa principalment en la influència i harmonia constant d'una plèiade de vuit milions de deïtats que controlen la naturalesa i l'esperit de tot el que envolta: muntanyes, boscos, rius, mars, plantes, animals i inclusivament el clima; aquestes deïtats són conegudes com a kami (神).
A l'antiguitat, Japó va subsistir principalment amb la producció d'arròs. Atès que els kami tenen control sobre la naturalesa, els antics habitants van decidir establir una harmonia respectuosa amb aquestes deïtats, amb la finalitat de tenir bones collites cada any. Per aconseguir els seus objectius van procedir a la construcció de llocs sagrats i l'elaboració de suntuoses cerimònies, que tenien com a fi satisfer els kami; en conseqüència, les comunitats havien de treballar de manera unificada amb la finalitat de tenir prosperitat econòmica i alimentària.
En haver-hi una influència determinant de cada kami es va començar a desenvolupar la mitologia japonesa, continguda de primera mà en els llibres Kojiki (古事記, literalment, Cròniques antigues) escrita el 712 i el Nihonshoki (日本書紀, literalment, Cròniques del Japó) escrita el 720; considerats els llibres més antics del Japó. En aquests llibres, es relata en diversos capítols l'era llegendària i mítica de la creació del cel i la terra, el naixement del Japó i de diverses deïtats; i la seva descendència amb diverses persones, sobretot amb l'Emperador del Japó.

### Relació amb Amaterasu Ōmikami
Amaterasu Ōmikami (天照大御神), deessa del Sol, va ser filla dels déus Izanami i Izanagi, creadors del cel i la terra, i pares de la majoria dels kami. Va ser germana de Tsukuyomi, déu de la nit i de Susanoo, déu del mar.

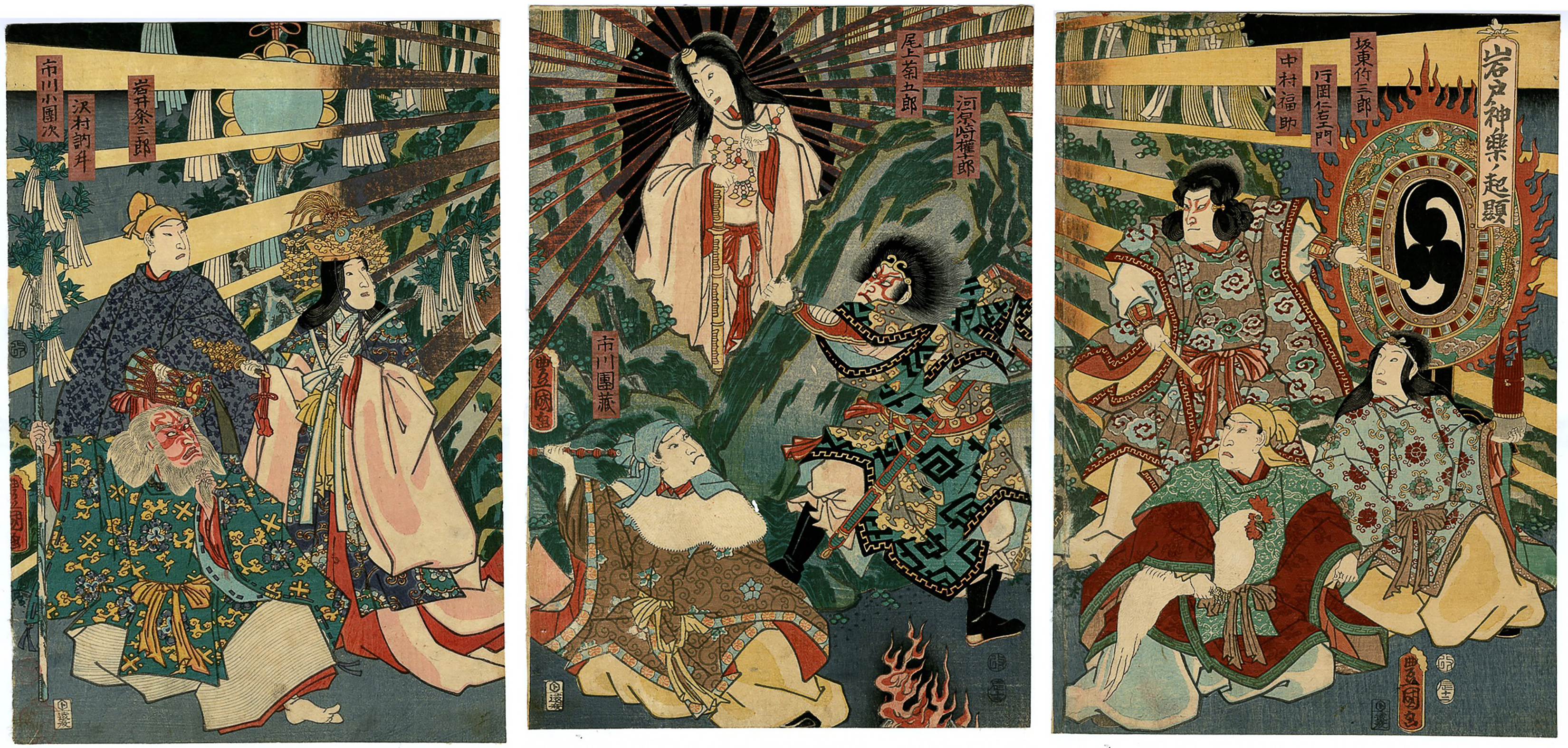
Amaterasu Ōmikami, deessa del sol, sortint de la cova celestial i retornant la llum al cel i la terra.

Per ordre dels seus pares, ella va governar el cel (Takama no Hara); però Susanoo, gelós per la decisió dels seus pares, va ascendir al cel i va cometre actes escandalosos com destruir el camp d'arròs i la teixidura celestial. Amaterasu, enutjada per l'acció va decidir amagar-se en la cova celestial anomenada Ama no Iwato.
Això va portar com a conseqüència l'arribada de la foscor perpètua en el cel i la terra i el sotsobre en tots dos mons. La miríada dels kami es va reunir amb la finalitat de que la deessa abandonés la cova; en aquesta reunió van elaborar el Mirall Sagrat (Yata no Kagami) i ho van posicionar en l'entrada de la cova; aquesta acció seria acompanyada amb un alegre festival i l'execució d'una dansa i música sagrada trucada kagura. Amb això, Amaterasu va decidir sortir de la cova i tant el cel com la terra van tornar a il·luminar-se. Després de l'incident, Susanoo va ser expulsat del cel i exiliat a la terra d'Izumo.
Amaterasu és considerada la deïtat central, mes no l'única, de la religió Shintō; ja que posseeix una gran influència sobre la naturalesa i l'harmonia en entre el cel i la terra; però no és considerada omnipotent o absoluta dins de la plèiade dels kami.

### Relació amb l'Emperador del Japó

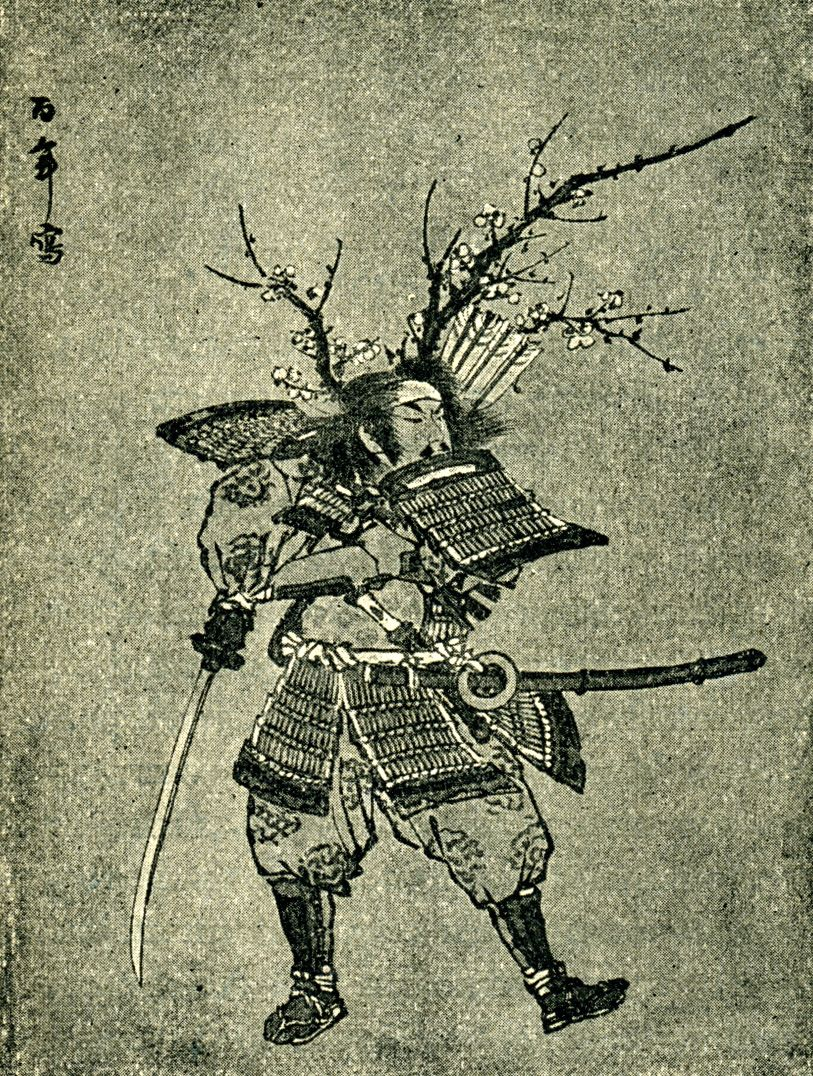
L'Emperador Jinmu, primer Emperador del Japó i descendent d'Amaterasu. Llegendàriament, tots els emperadors del Japó tenen descendència amb la deessa del sol.

A diferència d'algunes mitologies com la grega, la mitologia japonesa connecta a diversos kami com a ancestres de molts clans i famílies influents en la història japonesa, inclosa la Família Imperial.
Segons el mite, Okuninushi-no-kami, descendent de Susanoo, va unificar totes les regions d'Izumo i va establir una nació anomenada (Ashihara-no-Nakatsukuni), l'Antic Japó. Amaterasu, va decidir enviar la seva descendència a aquesta nació amb la finalitat de governar-ho; Okuninushi li va concedir la sobirania a la deessa i aquesta va enviar al seu net, Ninigi-no-mikoto, a l'actual illa de Kyūshū com a nou governant. Per legitimar la seva sobirania, Amaterasu li va enviar a Ninigi els Tresors Imperials del Japó i arròs diví del cel. També durant el descens de Ninigi, van arribar altres kami i els seus descendents.
Posteriorment, el net de Ninigi va abandonar Kyushu i va arribar a la província de Yamato, al centre del Japó. Fundaria l'actual nació del Japó i establiria la capital a Kashihara; proclamant-se com el primer emperador del Japó, prenent el nom d'Emperador Jinmu.

### Relació amb els Tresors Sagrats
Els tres tresors imperials, considerats com a sagrats, consisteixen en el Mirall Sagrat (Yata no Kagami), l'Espasa Sagrada (Ame no Murakumo no Tsurugi) i la Gemma Sagrada (Yasakani no Magatama). Segons la religió Shintō, cada tresor posseeix una simbologia: l'honestedat, el coratge i l'afecte respectivament.
Amb el succés de la sortida d'Amaterasu de la cova celestial, el Yata no Kagami és el tresor que simbolitza a la deessa del sol. Quan Amaterasu li va donar aquest mirall al seu net Ninigi-no-mikoto, li va dir: pensa que aquest mirall sagrat no és més que jo mateixa, cuida-ho i adora-ho per sempre. Com que Ninigi va ser predecessor dels emperadors del Japó, tots ells han adorat a Amaterasu Ōmikami com la seva deessa familiar, creient que ella mateixa es troba en el mirall.

## Fundació
Segons el Kojiki i el Nihonshoki, l'adoració d'Amaterasu es realitzava originalment en el Palau Imperial, en Yamato. No obstant això, durant el regnat de l'Emperador Sujin, desè emperador del Japó -intervinguts del segle I aC.-; el país va sofrir una sèrie d'epidèmies i altres desastres naturals. Atès que es pensava que aquestes calamitats tenien un origen diví, especialment amb la kami Amaterasu, l'emperador va assignar a la seva filla, la princesa Toyosukiirihime-no-mikoto, al fet que retirés a Amaterasu del Palau Imperial i que es busqués un nou lloc d'adoració; el nou lloc es localitzaria en l'est de la conca de Nara.
Aquest lloc només seria usat per un breu temps, ja que l'Emperador Suinin, emperador onze-au, va demanar a la seva filla, la princesa Yamatohime-no-mikoto, que busqués un lloc més plaent que servís com a lloc permanent d'adoració a Amaterasu. La princesa va recórrer les províncies de Ōmi i Mino, i en arribar a la província d'Ise va escoltar la veu d'Amaterasu que deia: «Jo desitjo viure per sempre aquí a Ise, on el vent dels kami bufa, el país es beneirà amb els abundants recursos de les muntanyes i del mar».
Yamatohime-no-mikoto va decidir construir en el vintè sisè any del regnat de l'Emperador Suinin, un gran santuari a Ise, on se celebrarien les cerimònies a Amaterasu de manera ininterrompuda.Aquest lloc seria el naixement del Santuari Interior o Naikū i al seu torn de tot l'actual complex del Santuari d'Ise o Jingū.
L'establiment del Santuari Exterior o Gekū es va fer 500 anys després, a la fi del segle V. Segons la llegenda, Amaterasu es va aparèixer en un somni davant l'emperador Iūryaku, emperador vintè primer, i aquesta li va dir que no rebia de manera adequada els seus aliments, per la qual cosa va demanar a l'emperador que cridés a Toyouke Ōmikami, deessa dels aliments, vestits i refugi, originària de la província de Tanba (actualment, nord de la prefectura de Kyoto), al fet que s'encarregués de la seva alimentació. Després d'aquest somni, l'emperador va erigir un lloc especial d'adoració i va portar a Toyouke a Ise, on es realitzaria una cerimònia dues vegades al dia amb la finalitat de que Amaterasu rebés apropiadament els seus aliments. Així, en el vintè segon any del regnat de l'Emperador Iūryaku es va fundar Gekū.

## Religió

### Creences
El Santuari d'Ise és el centre d'adoració de dos principals kami: en Naikū es rendeix tribut a Amaterasu Ōmikami, deessa del Sol que habita en el Mirall Sagrat, considerat un tresor imperial i un goshintai (ご神体), objecte que representa simbòlicament a una deïtat Shintō; i en Gekū se li rendeix tribut a Toyouke Ōmikami, deessa dels aliments, del comerç i de la indústria.
També dins del complex, cada santuari subordinat a Naikū i Gekū se li rendeix tribut a un kami o a un grup de kami. Les deïtats més importants a les quals se li rendeix adoració en el Santuari són Tsukuyomi, germà d'Amaterasu i déu de la nit; Shinatsuhiko i Shinatobe, déus del vent i de la pluja; Izanami i Izanagi, pares d'Amaterasu, creadors del món i d'altres kami; i la princesa Yamatohime-no-mikoto, fundadora llegendària del santuari. En alguns santuaris se li rendeix tribut a esperits (御魂, mitama); en uns altres se li rendeix a la "personalitat vigorosa" d'un kami coneguda com a aramitama (荒御魂), i es dona el cas d'adoració davant Amaterasu Ōmikami no Aramitama, Toyouke Ōmikami no aramitama (荒御魂) o Tsukiyomi no Aramitama, etc.
Antigament, des de l'era Kamakura fins a començaments de l'era Edo, es professava un credo conegut com a Shintō d'Ise (伊勢神道, Ise-shintō), practicat en Gekū pel clan de sacerdots Dokai. Tenia com a principal llibre sagrat, el Shintō Gōbusho (神道五部書), un escrit de l'era Nara i que estava dividit en cinc parts, que abasta des de la llegenda d'Amaterasu fins a la fundació del santuari per la princesa Yamatohime-no-mikoto.

### Pelegrinatge
El pelegrinatge del Santuari d'Ise, conegut com a O-Ise-Mairi (お伊勢参り) (お伊勢参り, 'O-Ise-Mairi'?) es realitza des de temps antics i és practicat pels japonesos, inclusivament per l'Emperador, els membres de la Família Imperial, el Primer Ministre i els membres del gabinet. La característica principal d'aquest pelegrinatge és que parteix de Gekū en dues rutes diferents cap a Naikū. És per tradició que els creients han de visitar Gekū primer i després Naikū.
Durant el tribut a un kami s'ha de fer una reverència molt respectuosa dues vegades, després aplaudir les mans dues vegades a l'altura del pit, posteriorment ajuntar les mans en senyal de rés i finalment fer una reverència molt respectuosa. L'horari on es rendeix tribut als kami varia cada temporada, que s'estén generalment durant la matí i tarda; amb excepció de la primera setmana de l'any, quan la veneració s'estén durant les 24 hores.

### Pregàries

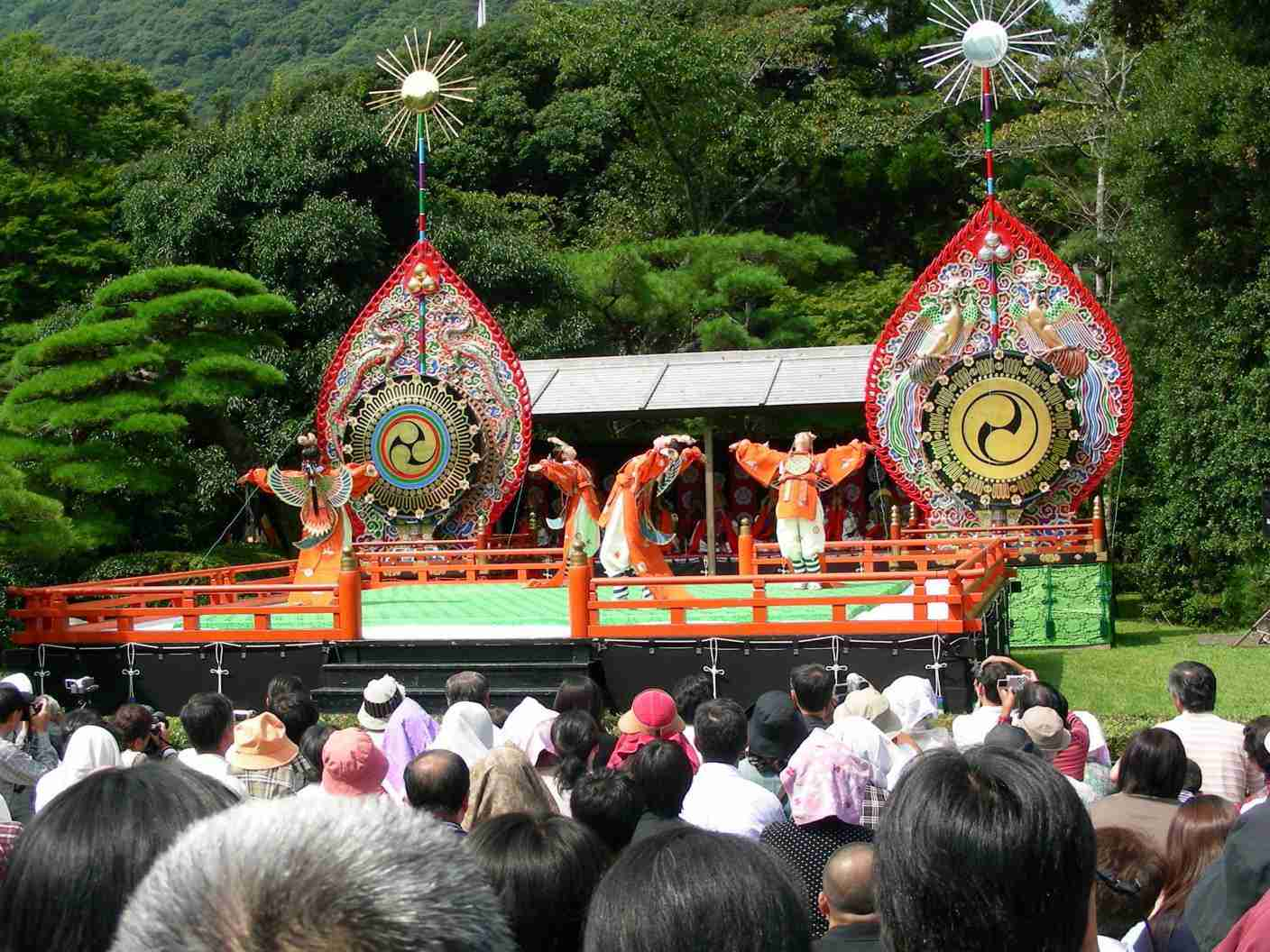
Cerimònia de Bugaku en Naikū.

Dins del Santuari d'Ise existeixen dos tipus de pregàries especials davant els kami (御祈祷, gokito) kami (御祈祷, gokito?), que són realitzats en uns establiments anomenats Kaguraden -localitzats dins de Naikū i Gekū-; aquestes pregàries es realitzen depenent del tipus de donació que realitzi el devot: Mike i Daidai-Kagura.

#### Mike
El Mike (御饌) (御饌, 'Mike'?) és una cerimònia de purificació i oracions dirigida per un sacerdot, sense la presentació de la dansa i música cerimonial de cort. Té una durada de quinze minuts, el sacerdot ofereix les pregàries a nom dels creients davant els kami. Al final de la cerimònia el sacerdot regala un talismà i part del menjar sagrat als creients.

#### Daidai-Kagura
La cerimònia de Daidai-Kagura (大々神楽) (大々神楽, 'Daidai-Kagura'?) va tenir el seu origen durant l'era Edo, quan el pelegrinatge al Santuari es va tornar molt popular, sobretot en un període de bonança que transcorria en intervals de sis anys. En aquest moment, els pelegrins acudien davant un sacerdot anomenat Onshi perquè executés el Daidai-Kagura.
Aquesta pregària especial combina dos elements: la música interpretada per músics de la cort i les danses executades per les miko. Aquesta dansa té orígens mítics -va ser el mateix en què Amaterasu va aconseguir sortir de la cova celestial- i simbolitza la forta creença als kami. Aquesta cerimònia és dirigida per un sacerdot i dura entre 25 i 40 minuts. El sacerdot ofereix les pregàries a nom dels creients davant els kami i també al final de la cerimònia regala un talismà i part del menjar sagrat als creients. La millor forma de rendir tribut al Santuari d'Ise és demanar l'execució del Daidai-Kagura i després visitar al Santuari Principal a orar. Aquesta cerimònia és realitzada diàriament entre les 8:30 a. m. i 4 p. m., sempre que els devots ho requereixin.
Les danses cerimonials es divideixen en tres classes:
- Yamatomai: Dansa cerimonial de la cort realitzada per les miko, donzelles del Santuari.
- Ninchomai: Dansa tradicional de la cort realitzada per un dansaire masculí.
- Bugaku (舞楽) (舞楽, ''Bugaku''?): Dansa i música cerimonial de la cort, considerada la més antiga del Japó. Només és realitzada en el Palau Imperial a Tòquio, en el Santuari d'Ise, alguns altres santuaris Shintō i temples budistes del Japó. En el Santuari, es destaca principalment el fet que aquest gènere és dedicat a l'Emperador i als kami per apaivagar els seus esperits.

Existeixen quatre tipus de Daidai-Kagura, cadascuna difereix per la quantitat de danses a realitzar:
- Okagura: només Yamatomai;
- Daidai-Kagura: Yamatomai i Ninchomai;
- Betsu Daidai-Kagura: Yamatomai, Ninchomai i una execució de Bugaku;
- Tokubetsu Daidai-Kagura: Yamatomai, Ninchomai i dues execucions de Bugaku.

### Talismans i amulets

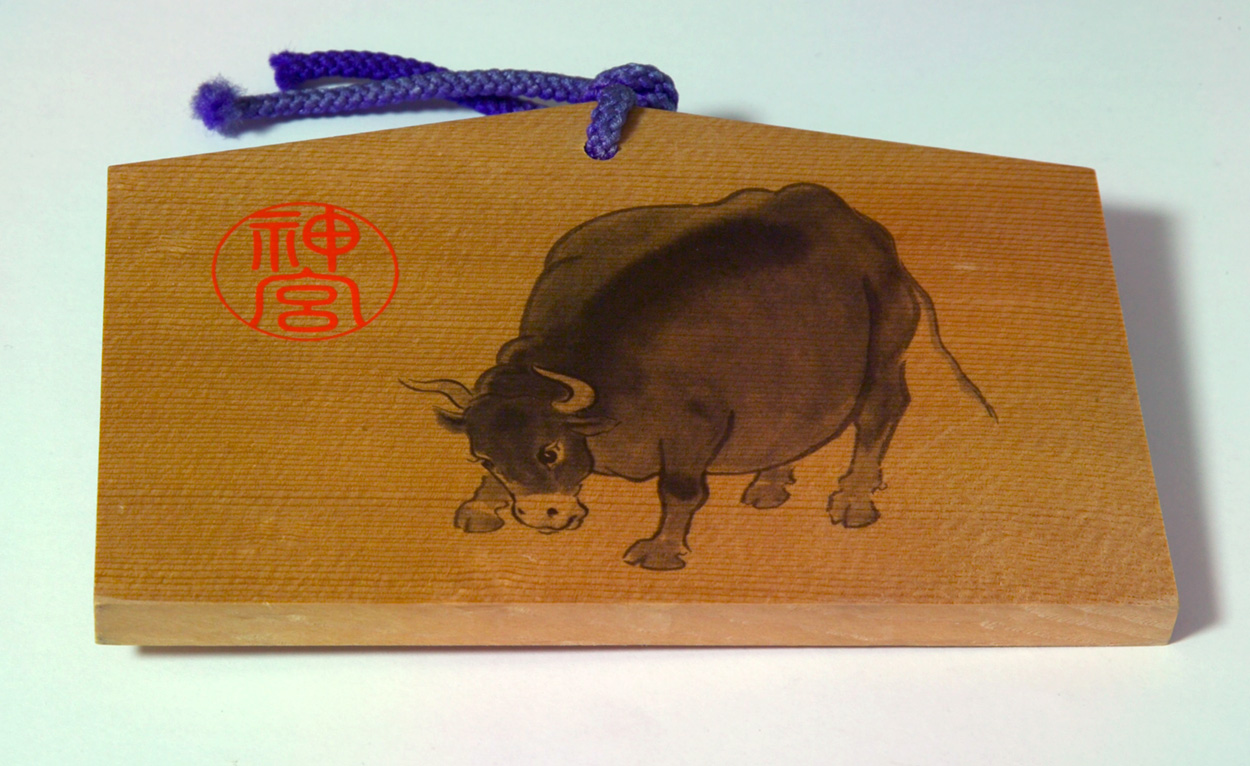
Eto-mamori del búfal, produït en el Santuari d'Ise.

Els talismans del Santuari (神宮大麻, Jingū Taima) del Santuari (神宮大麻, Jingū Taima?) i els amulets del Santuari (神宮御守り, Jingū Omamori) del Santuari (神宮御守り, Jingū Omamori?) són els objectes que brinden protecció de part dels kami. Els talismans són lliurats sempre al final d'una pregària i en general han de ser posats en un altar familiar; en canvi els amulets han de ser guardats en el cos. La tradició indica que un talismà protegeix a tots els membres de la família, mentre que un amulet només protegeix al que ho porti. Aquests objectes s'aconsegueixen en els Kaguraden de Naikū i de Gekū.
Els talismans i amulets del Santuari d'Ise són els següents:
- Ken-barai (剣祓い) (剣祓い, ''Ken-barai''?): talismà en forma d'espasa;
- Kaku-barai: talismà de forma oblonga;
- Daikaku-barai: talismà de forma oblonga, però més gran que la Kaku-barai;
- Kaikō-taima (回航大麻) (回航大麻, ''Kaikō-taima''?): talismà per als pescadors, brinda seguretat en el mar i una pesca productiva;
- Mamori-harai (守り祓い) (守り祓い, ''Mamori-harai''?): petit amulet que s'usa en el cos per protegir la salut personal;
- Fukuroiri-mamori (袋井利守り) (袋井利守り, ''Fukuroiri-mamori''?): amulet que es guarda en una bosseta brocada acolorida per protegir la salut personal;
- Kōtsū-anzen-mamori (交通安全守り) (交通安全守り, ''Kōtsū-anzen-mamori''?): amulet que protegeix dels accidents de trànsit;
- Kaikō-mamori (回航守り) (回航守り, ''Kaikō-mamori''?): amulet per als pescadors, brinda seguretat en el mar i una pesca productiva;
- Suzu-mamori (鈴守り) (鈴守り, ''Suzu-mamori''?): amulet amb una petita campana. S'usa en el cos per protegir la salut personal:
- Gakugyō-mamori (学業守り) (学業守り, ''Gakugyō-mamori''?): amulet que brinda èxit en els estudis;
- Eto-mamori (干支守り) (干支守り, ''Eto-mamori''?): petit amulet amb una escultura d'un animal del zodíac xinès. Disponible únicament durant les festivitats d'Any Nou.

### Almanac
L'almanac del Santuari (神宮暦, Jingū-reki) del Santuari (神宮暦, Jingū-reki?), és un almanac que usa el format oriental i s'ha publicat de manera contínua per 350 anys. Antigament, va ser l'únic almanac que s'usava en tot el país. Conté dades científiques i tècniques sobre el clima i la naturalesa, i tradicionalment ha estat usat com a referència per al maneig d'activitats agrícoles. Aquest almanac es pot adquirir en els Kaguraden.
Aquesta publicació és presentada en dos formats:
- Gran almanac (大暦, Tai-reki) (大暦, Tai-reki?): tradicionalment reconegut al Japó, ja que mostra de manera ortodoxa diversos dades científiques;
- Petit almanac (小暦, Shō-reki) (小暦, Shō-reki?): edició resumida del gran almanac, recomanada per a persones involucrades en l'agricultura, silvicultura i pesca; i persones que desitgen conèixer el comportament de les estacions.

## Arquitectura

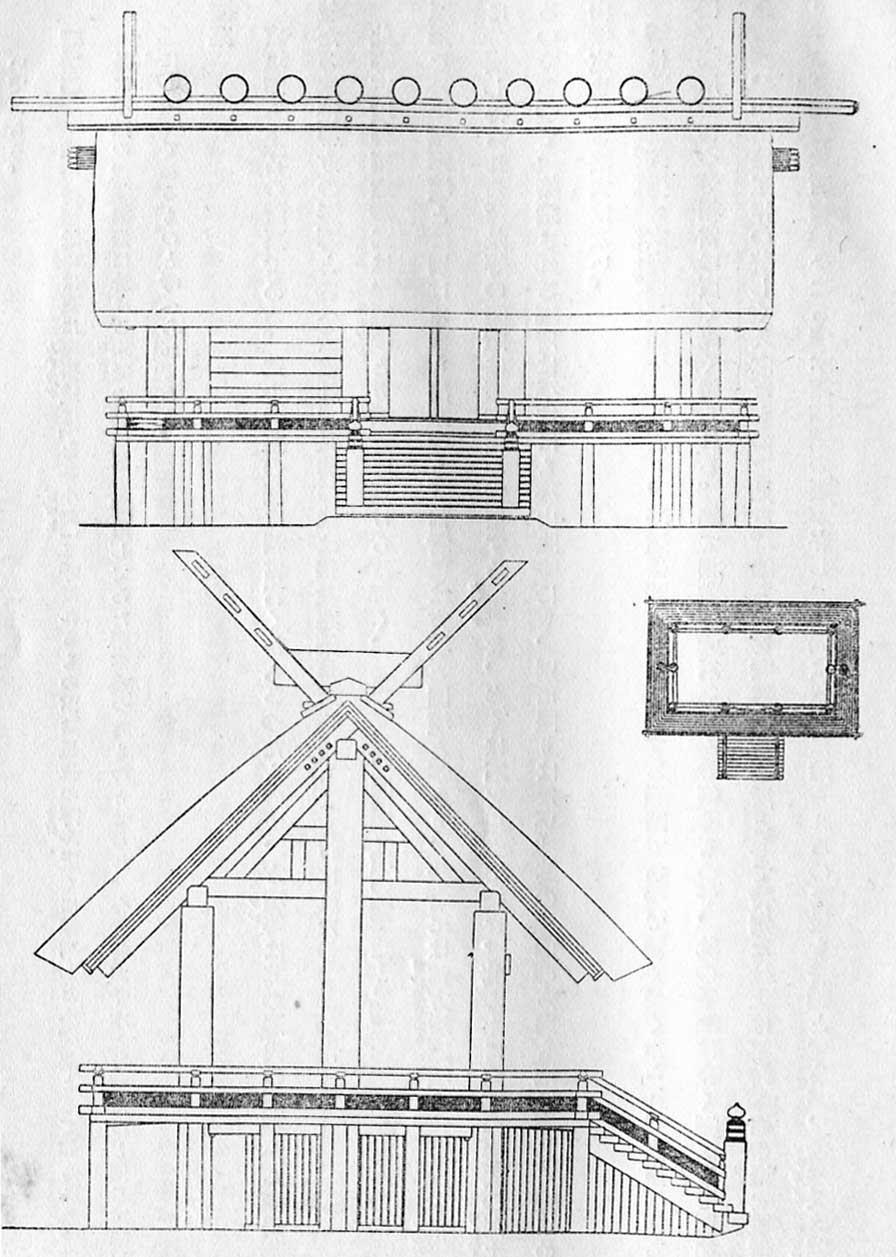
Plànol d'un edifici del Santuari Principal de Naikū.

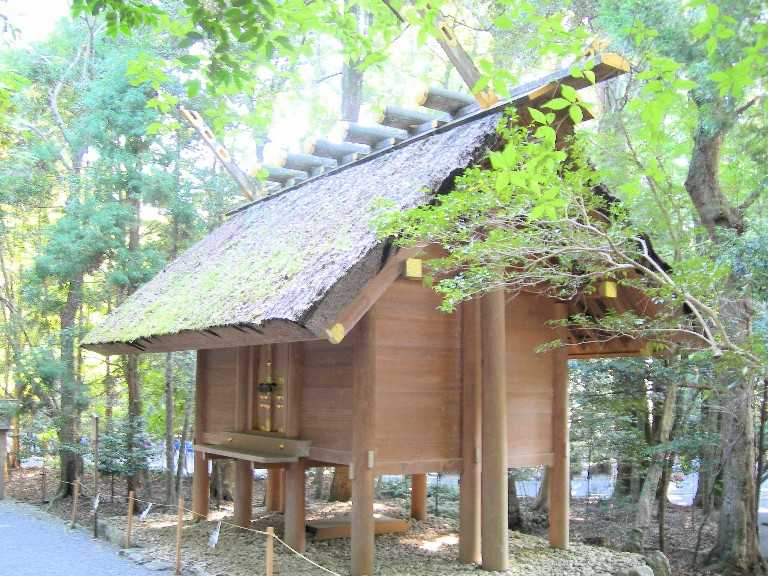
Edificació en el Santuari d'Ise, típic exemple de l'estil shinmeizukuri.

El principal estil arquitectònic en el Santuari d'Ise és conegut com a Shinmeizukuri (神明造) (神明造, 'Shinmeizukuri'?), aquest estil no pot ser usat a la construcció d'un altre santuari fora d'Ise. cal destacar que totes les estructures estan unides amb encaixos i no unides per claus.
Les edificacions estan construïdes amb fusta de xiprer japonés (桧, hinoki) (桧, hinoki?), posats en pilars sobre la terra; cada estructura mesura 10,9 m × 5,5 m i inclou un pis en relleu, una sèrie de terrasses al voltant de l'edificació i una escala que condueix a una porta central. La teulada està feta de palla, adherida amb deu rematades disposades en forma de creu, anomenada katsuogi (鰹木) (鰹木, 'katsuogi'?), coronada per una gran estructura que es projecta en el sostre, anomenada chigi (千木) (千木, 'chigi'?). En el cim del sostre, existeix un suport de dues columnes anomenat munamochi-bashira. Tant el katsuogi, com el chigi i el munamochi-bashira són elements arquitectònics del Shintō tardà, estilitzats dels antics graners que existien anterior a la introducció de l'arquitectura budista al Japó.
L'àrea que està al costat de l'edificació i que serà usada en la propera reconstrucció, es diu kodenchi. Aquesta zona està coberta amb pedres blanques (お白石, oshiraishi) (お白石, oshiraishi?) i en ella s'erigeix una petita barraca de fusta anomenada oi-ja, aquesta edificació posseeix en el seu interior un pal de fusta d'almenys 2 metres d'altura anomenat shin-no-mihashira (心御柱, literalment, 'pal sagrat central') (心御柱, 'shin-no-mihashira'? literalment, pal sagrat central). Quan es realitza la reconstrucció, el Santuari Principal és construït sobre el shin-no-mihashira abans de desmantellar el oi-ja; és a dir, que el shin-no-mihashira mai és visible. El shin-no-mihashira de l'antic santuari estarà sobre un nou oi-ja, per tant tampoc est serà vist des de fora.
El costum d'erigir un pal central en una àrea sagrada coberta amb pedres, representa l'antiga tradició dels llocs d'adoració al Japó, i és possible que el shin-no-mihashira sigui una característica d'aquesta antiga forma de simbolisme en l'actualitat.

## Reconstrucció

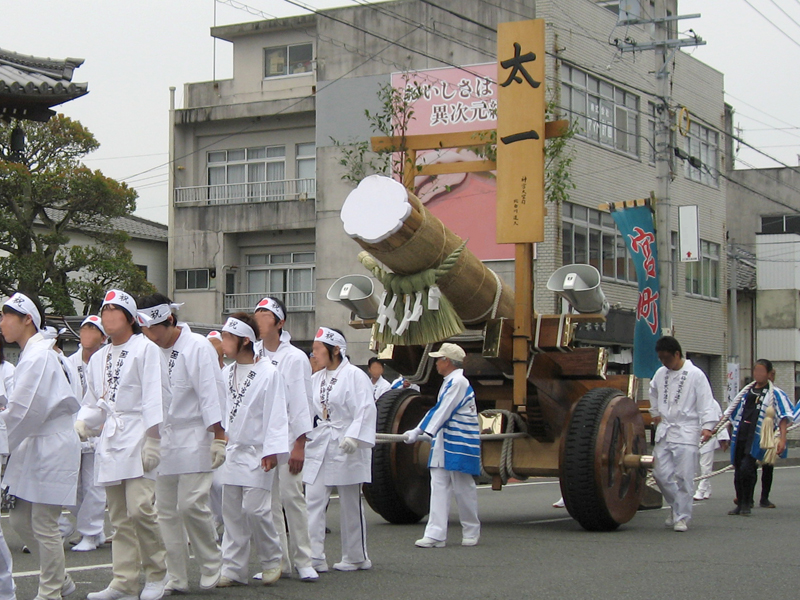
Escena del Festival d'Okihiki, on la fusta de xiprer japonès que serà usat en la propera reconstrucció del santuari és portat a través de la ciutat d'Ise en direcció a Naikū i Gekū.

Els santuaris de Naikū i Gekū, igual que el Pont Uji i els tresors del santuari, són desmantellats i es construeixen noves edificacions i objectes amb la mateixa forma, en un lloc adjacent cada 20 anys; segons la creença Shintō que la naturalesa mor i reneix en un període de vint anys, en una cerimònia de purificació que tenia com a objectiu mantenir les edificacions en un constant bon estat, mantenint el seu estil original. Aquest succés especial es coneix en japonès com a [Jingū Shikinen Sengū (神宮式年遷宮) (神宮式年遷宮, ''Jingū Shikinen Sengū''? literalment, "any de la cerimònia del trasllat dels santuaris en el Santuari").
Es coneix que la primera reconstrucció va ser feta per l'Emperadriu Jitō el 692, per tant les edificacions han heretat un estil arquitectònic propi d'aquesta època. Aquesta cerimònia s'ha realitzat de manera gairebé contínua des de llavors -solament va haver-hi una suspensió per cent anys durant la guerra civil del segle XV-. Les noves edificacions, provenen de la 61ª reconstrucció el 1993 (2 d'octubre a Naikū i 5 d'octubre a Gekū), i la reconstrucció 62ª  del 2013.

## Organització del Santuari

### Jinja Honchō
El Jinja Honchō (神社本庁) (神社本庁, 'Jinja Honchō'? literalment, Associació de Santuaris Shintō) és una organització religiosa que administra no solament el Santuari d'Ise, sinó uns 80 000 santuaris al Japó. Fundada al febrer de 1946 amb el consens de tots els santuaris, té com a objectiu principal l'administració d'aquests i la preservació de les cerimònies i rituals Shintō. Entre les seves principals activitats s'esmenta la reverència al Gran Santuari d'Ise i la distribució dels seus amulets.

### Jingū Shichō
El Jingū Shichō (神宮司庁) (神宮司庁, 'Jingū Shichō'? literalment, Oficina de l'Administració del Santuari) és l'organisme encarregat de l'administració del Santuari d'Ise. Les seves oficines es troben a la part nord de Naikū.
Des de començaments de l'era Meiji fins a la fi de la Segona Guerra Mundial, època on es va desenvolupar el Shintō estatal, va ser un organisme nacional que estava sota la jurisdicció del Ministeri d'Interior. Actualment, és una oficina executiva del Santuari d'Ise.
La Saishū (Summa Sacerdotessa) és la presidenta de l'organisme. L'organització executiva del Santuari està encapçalada pel Daigūji (Summe Sacerdot) i l'organització dels festivals i cerimònies està encapçalada pel Shōgūji (Assistent del Summe Sacerdot).

### Clergat
Dins del Santuari d'Ise existeixen més de 100 sacerdots que tenen com a funció servir els kami diàriament. Existeix una jerarquia dins dels sacerdots, desglossat en les següents categories:

### SaiōiSaishu

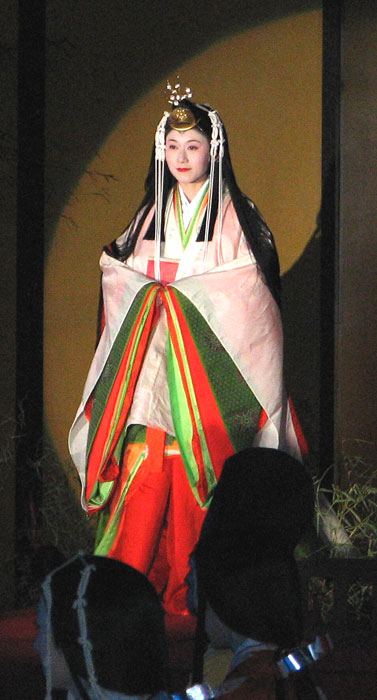
Dona representant a una Saiō del període Heian.

Des de finals del segle vii fins al segle xiv, el càrrec de Summa Sacerdotessa del Santuari d'Ise va ser assignat a una princesa soltera pertanyent a la Família Imperial del Japó, coneguda amb el títol de Saiō o Saigū (斎宮) o Saigū (斎宮, 'Saiō o Saigū'?). Segons el Man'iōshū (L'antologia de les deu mil fulles), la primera Saiō que va existir en el santuari va ser la princesa Okunohime-miko, filla de l'Emperador Tenmu (673 – 686). La Saiō és esmentada en els capítols Aoi, Sakaki i Yugao del Genji Monogatari, igual que en el capítol 69 del Ise Monogatari. Aquest sistema desapareixeria amb la convulsió política del període Nanboku-chō, que va provocar la divisió temporal de la Família Imperial en dues faccions rivals fins a finals del segle xiv.
El lloc de Summa Sacerdotessa seria restablert durant l'era Meiji, amb el nom de Saishu (祭主, 'Saishu (祭主)'?); no obstant això després de la derrota del Japó en la Segona Guerra Mundial i posteriorment en l'Ocupació Aliada del Japó, on el Shintō va deixar de ser la religió oficial de l'estat, el nomenament de la Saishu va ser modificat i actualment les antigues membres que van formar part de la Família Imperial o els seus descendents poden aplicar al càrrec, sota el consentiment de l'emperador.
La Saishu és la membre principal del clergat del santuari, presidenta del Jingū Shichō i participa en cerimònies molt especials tals com el Kinnensai, Tsukinamisai i Kannamesai. L'actual Summa Sacerdotessa del Santuari d'Ise és Sayako Kuroda (2017-); la seva antecessora va a ser Atsuko Ikeda (1988-2017), qui va assumir el càrrec el 1988; la seva antecessora va ser la seva germana major Kazuko Takatsukasa (1974–1988), tercera filla de l'Emperador Hirohito.

### Daigūji
El Summe Sacerdot o Daigūji (大宮司) és el representant executiu del Santuari i el seu nivell jeràrquic es troba sota la Saishu. Des de l'era Meiji fins al final de la Segona Guerra Mundial, aquest càrrec tenia abast nacional i era nomenat per l'emperador.
Actualment, el seu nomenament és similar a la Saishu, antics membres de la Família Imperial o els seus descendents. El seu principal deure és la representació del Santuari i l'assistència de la Saishu en els serveis religiosos, execució de les cerimònies i comissió dels festivals.
L'actual Summe Sacerdot del Santuari d'Ise és Naotake Takatsukasa, qui va assumir el càrrec el 2 de juliol de 2007; el seu antecessor va ser Michihisa Kitashirakawa (abril de 2001 – 2 de juliol de 2007), besnet de l'Emperador Meiji.

### Sacerdots
Sota els Summes Sacerdots, es troben els sacerdots, desglossats de la següent manera per ordre de jerarquia:
- Shōgūji (少宮司) (少宮司, ''Shōgūji''?): Assistent del Summe Sacerdot;
- Negi (禰宜) (禰宜, ''Negi''?): Sacerdot Cap;
- Gonnegi (権祢宜) (権祢宜, ''Gonnegi''?): Suplent del Sacerdot Cap;
- Kūjō (宮掌) (宮掌, ''Kūjō''?): Sacerdot;
- Gakushi (楽師) (楽師, ''Gakushi''?): Músic cerimonial de la Cort, cap del departament musical; i
- Shutsushi (出仕) (出仕, ''Shutsushi''?): Aprenent de Sacerdot.

### Associació de creients
Oficialment en el Santuari existeix una fundació organitzada pels creients nomenada Fundació de Creients del Santuari d'Ise (伊勢神宮崇敬会, Ise-jingū Sūkeikai) (伊勢神宮崇敬会, Ise-jingū Sūkeikai?). Entre les principals activitats es troben l'assessoria i orientació de les persones que desitgen conèixer el Santuari i la promoció d'aquest. Aquesta fundació administra un hotel anomenat Jingū Kaikan (神宮会館) (神宮会館, 'Jingū Kaikan'?), localitzat a cinc minuts de Naikū, que posseeix algunes facilitats en les seves instal·lacions i guies al Santuari.

## Instal·lacions culturals

### Museu d'Història del Santuari
El Museu d'Història del Santuari (神宮徴古館, Jingū Chōkokan) (神宮徴古館, Jingū Chōkokan?), fundat el 1911, és la instal·lació que ofereix la història i la cultura del Santuari d'Ise. Entre les seves exposicions es troben antics tresors oferts als kami, objectes que reflecteixen la història del Santuari, models en miniatura dels santuaris i altres obres d'art relacionades al Santuari.

### Museu de l'Agricultura del Santuari
El Museu de l'Agricultura del Santuari (神宮農業館, Jingū Nōgyōkan) (神宮農業館, Jingū Nōgyōkan?) és considerat el museu més antic del Japó, en relació amb l'agricultura i la indústria. Aquesta instal·lació està dedicada principalment a Toyouke Ōmikami, patrona de Gekū i deessa de l'agricultura i indústria. Dins de la seva exhibició es troben documents històrics i objectes de l'era Meiji.

### Museu de Belles arts del Santuari
El Museu de Belles arts del Santuari (神宮美術館, Jingū Bijutsukan) (神宮美術館, Jingū Bijutsukan?) va ser construït el 1993, en commemoració del 61ª cerimònia de reconstrucció. En aquesta instal·lació, diversos artistes i pintors han donat les seves obres d'art com a ofrenes als kami i són exhibits en aquest museu. S'ha convertit en un museu per a la història de l'art modern japonès, ja que les obres d'art es donen cada vint anys en ocasió de la cerimònia de reconstrucció.

### Biblioteca del Santuari
La Biblioteca del Santuari (神宮文庫, Jingū Bunko) (神宮文庫, Jingū Bunko?) és una institució per als sacerdots Shintō en l'estudi de la tradició del Santuari. Fundat el 1871, va sorgir de la unió de dues biblioteques: Hayashizaki Bunko (林崎文庫) (林崎文庫, 'Hayashizaki Bunko'?), localitzada a Naikū i fundada el 1686; i Toyomiyazaki Bunko (豊宮崎文庫) (豊宮崎文庫, 'Toyomiyazaki Bunko'?), localitzada a Gekū i fundada el 1648; actualment, les edificacions de les dues antigues biblioteques són considerats monuments nacionals.
Posseeix almenys 260.000 volums, principalment llibres de la religió Shintō i obres clàssiques relacionades amb el Santuari d'Ise. Aquesta col·lecció està disponible al públic, però amb preferència als erudits i investigadors del Shintō.
Prop de la biblioteca es troba una gran porta feta de fusta de zelkova, coneguda popularment com a La Porta Negra de la Llibreria del Santuari (神宮文庫黒門, Jingū Bunko Kuromon) (神宮文庫黒門, Jingū Bunko Kuromon?), construïda el 1780 originalment com l'entrada de la casa de la família Fukushima Misakidayu, una família de sacerdots coneguda durant l'era Edo.

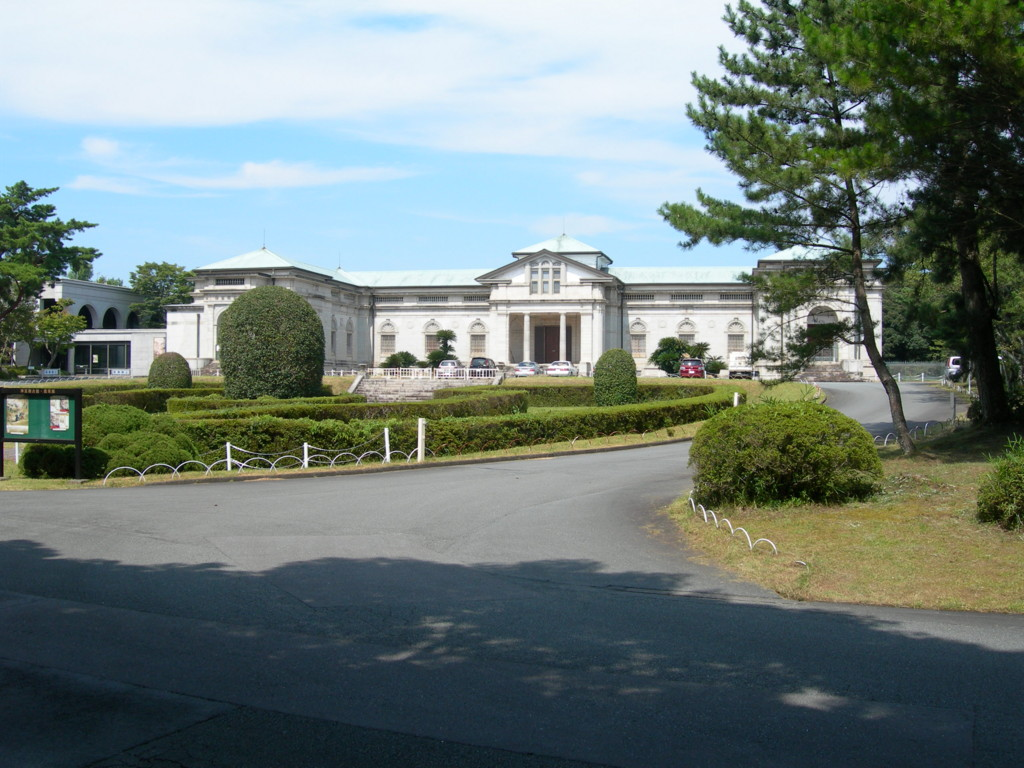
Jingū Chōkokan (Museu d'Història del Santuari)
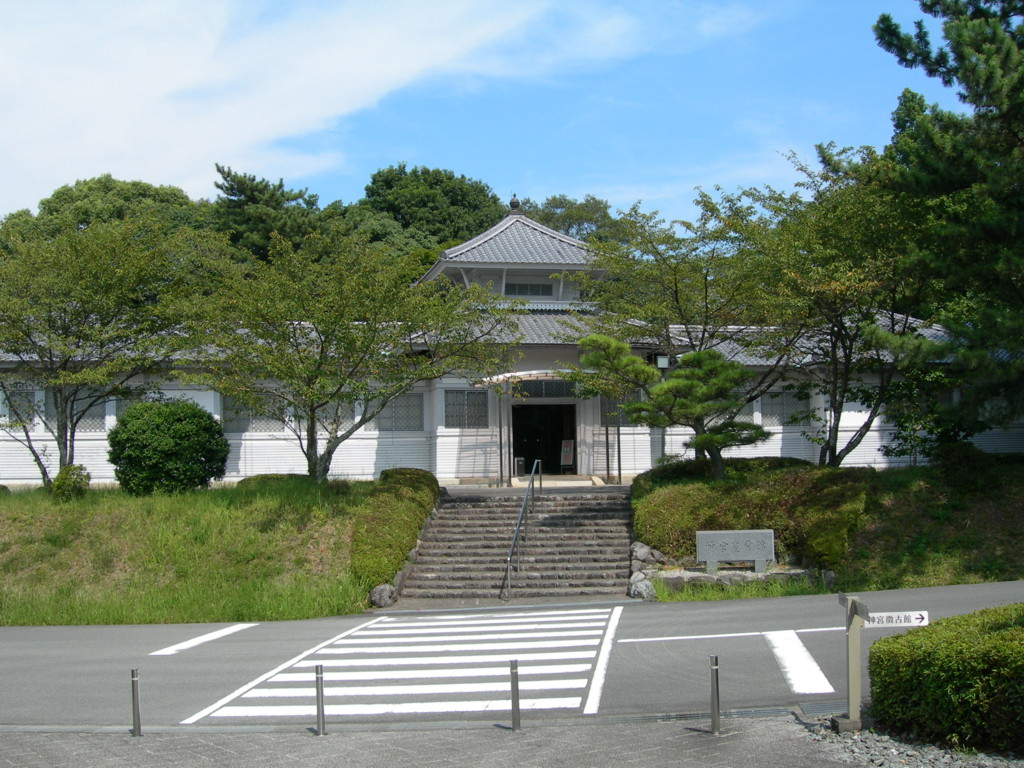
Jingū Nōgyōkan (Museu de l'Agricultura del Santuari)
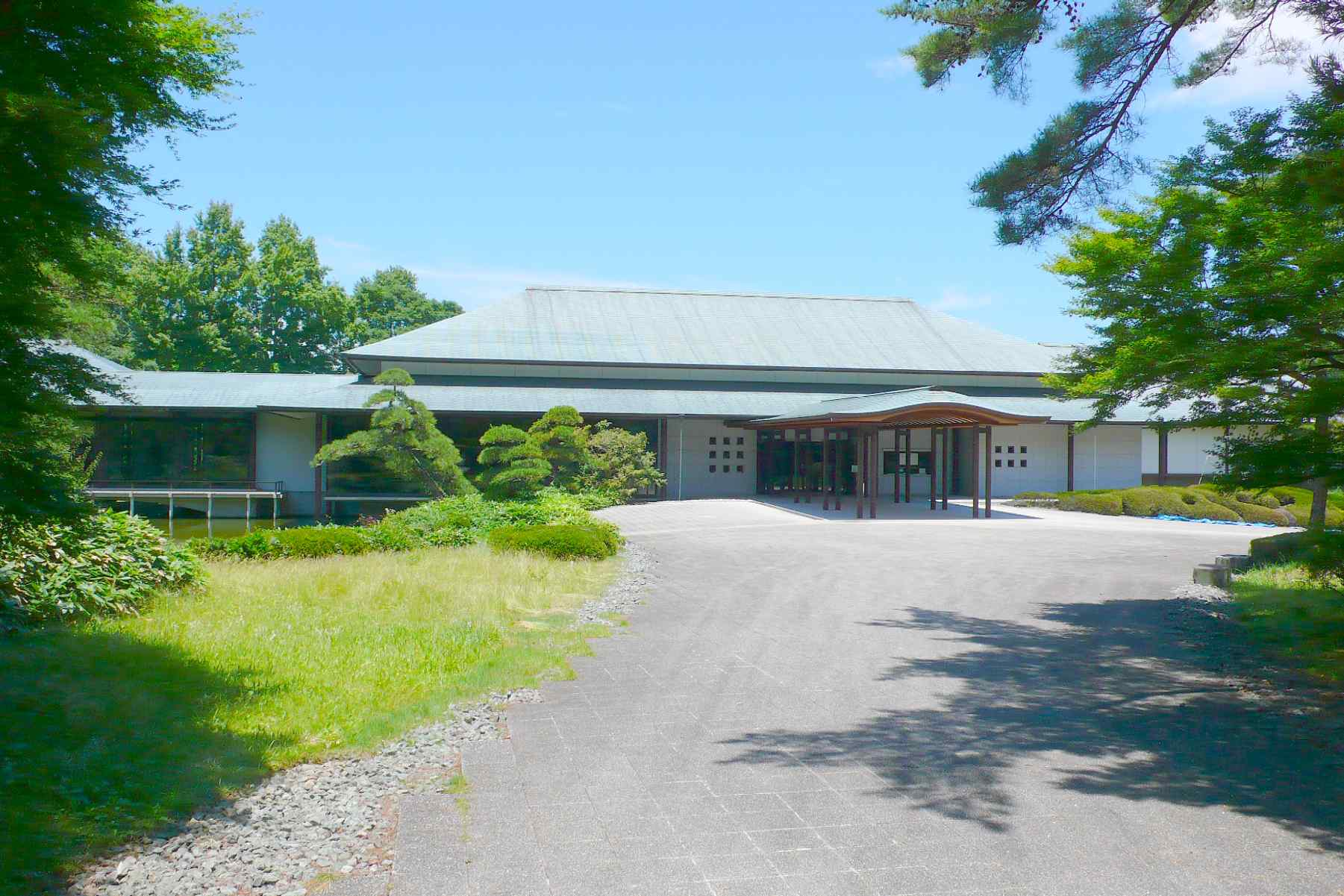
Jingū Bijutsukan (Museu de Belles arts del Santuari)
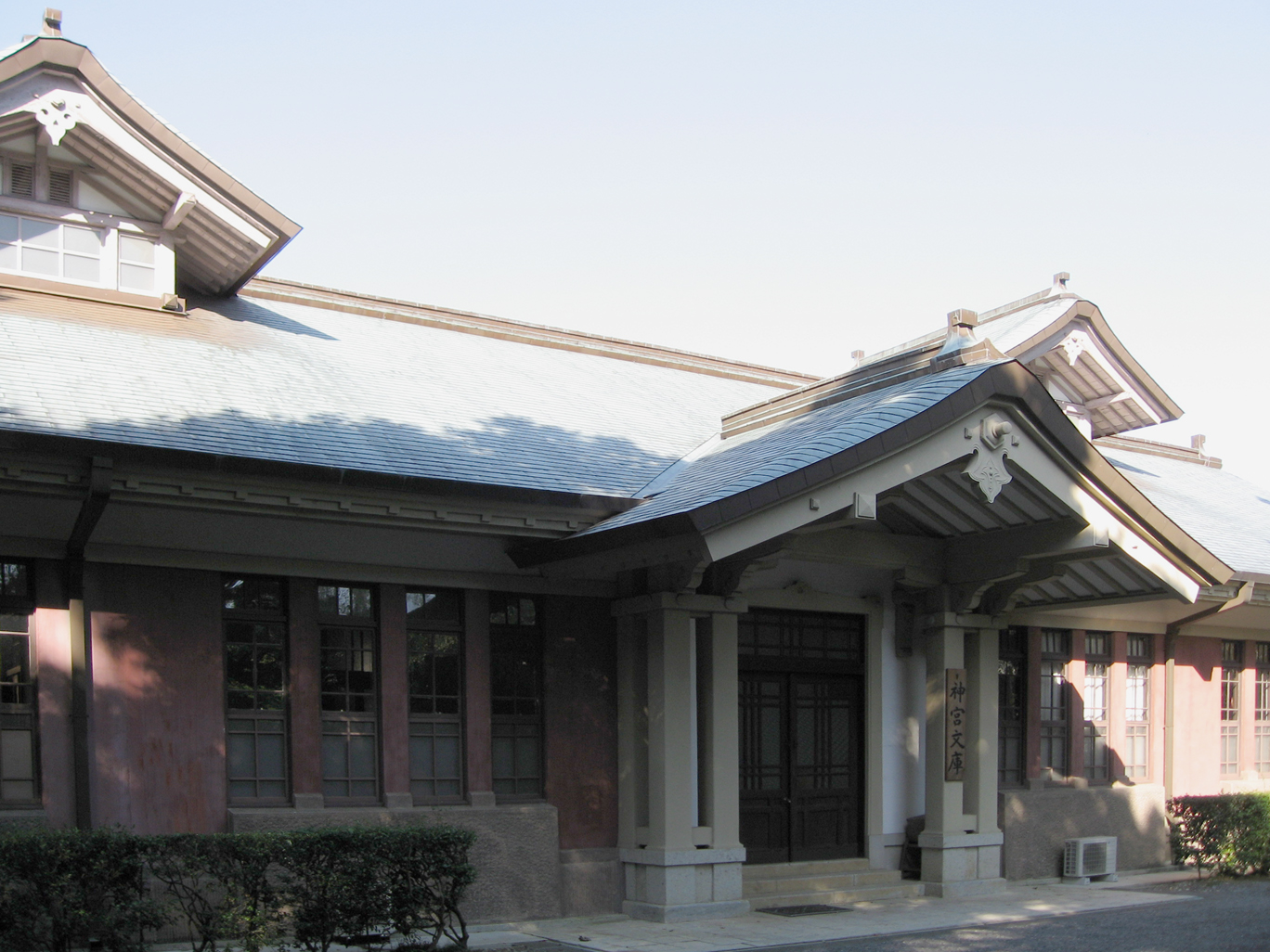
Jingū-bunko (Biblioteca del Santuari)

## Bosc del Santuari

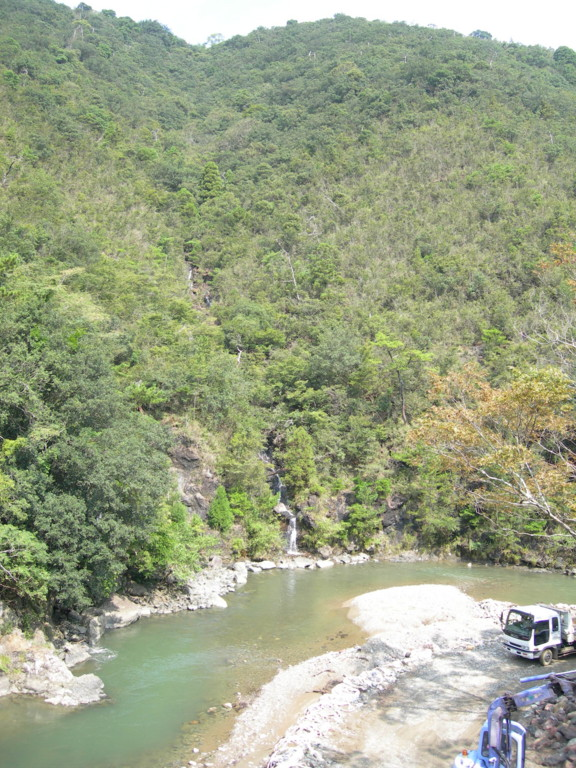
Bosc del Santuari, a l'àrea de la Muntanya Shimaji.

El bosc del Santuari (神宮林, Jingū-rin) (神宮林, Jingū-rin?) cobreix una àrea de 5.410 hectàrees, que abasta un terç de la ciutat d'Ise. Aquest bosc està assentat sobre les Muntanyes Kamiji, Shimaji i Takakura. Els santuaris principals de Naikū i Gekū estan situats sobre 90 hectàrees de boscos que no han estat tocats des de la fundació llegendària del Santuari. El bosc restant consisteix en 5.320 hectàrees d'arbres de xiprer japonès, la fusta del qual és usada per a la cerimònia de reconstrucció dels santuaris, des de temps medievals. El costum d'usar la fusta del bosc es va parar per diversos segles, fins que el 1926 es va iniciar un programa de reforestació del bosc, que proporcionarà fusta de xiprer japonès pels propers 200 anys. Els principals objectius d'aquesta reforestació, és tenir una font de fusta propera durant la cerimònia de reconstrucció i de mantenir la puresa del riu Isuzu i tenir estabilitat en el medi ambient de l'àrea.

## Producció de les ofrenes
Les ofrenes dels kami, consistents en menjar i roba, es realitzen de manera tradicional; no obstant això, aquests productes es consideren sagrats i purs, i no són per a consum humà. Per això, la producció d'aquests elements ha de fer-se en alguns llocs que estan subordinats al Santuari d'Ise. En poques paraules, el propi santuari posseeix una economia autosostenible tradicional. L'accés a aquests establiments està restringida al públic i abasta dotze llocs diferents (onze en la prefectura de Mie i una en la prefectura d'Aichi).

## Cerimònies
Dins del Santuari d'Ise existeix una miríada de cerimònies, totes associades a un cicle anual, on són celebrades amb senzillesa i solemnitat, ja que se li rendeix tribut als kami. Aquest cicle anual consisteix en la realització d'almenys 1.600 esdeveniments; sobresortint les que són dedicades a la deessa Amaterasu Ōmikami.
En el cas de les cerimònies dedicades a Amaterasu, tenen els seus orígens en els temps mítics, quan el propi emperador dirigia les cerimònies, ja que es creia que la presència de la deessa estava en el propi Palau Imperial, abastant el període de l'Emperador Jinmu fins a de l'Emperador Sujin. Amb el posterior trasllat del santuari de Amaterasu a Nara i després a Ise, es va seguir rendint aquestes cerimònies, però amb la participació de l'emperador en ocasions especials, ja que la resta de les cerimònies serien encarregades per la Saiō i més recentment per la Saishu i el Daigūji, tots dos pertanyents a la Família Imperial. El principal objectiu d'aquestes cerimònies són la preservació del culte a Amaterasu perquè aquesta transmeti una llarga vida a l'Emperador, prosperitat i pau sobre Japó i el món.
Aquest cicle anual està basat totalment del cicle de l'agricultura, principal economia tradicional del país. Segons la llegenda, Amaterasu va brindar arròs celestial quan el seu net Ninigi-no-mikoto va descendir al Japó; per tant l'ús de l'arròs en les cerimònies és essencial.
La cerimònia més important del cicle és el Kinensai en el mes de febrer, on es rendeixen pregàries davant els kami amb la finalitat de tenir una pròspera collita. Una altra cerimònia d'importància és el Kazahinomisai celebrat al maig i agost, l'objectiu del qual és pregar per tenir un bon clima i pluja necessària per a la collita de l'arròs. D'igual manera les cerimònies de Shinden-geshusai (sembra), Shinden-otaue-hajimeshiki (trasplantament) i Nuibosai (collita), representen el procés de l'agricultura al Japó. El cicle culmina a l'octubre amb el Kannamesai, on els primers aliments sagrats producte de la collita d'arròs són oferts davant Amaterasu; l'emperador assigna a un enviat qui ofereix l'arròs collit pel mateix emperador com a símbol de la collita, i també ofereix un vestit de seda i altres elements anomenats Heihaku (幣帛) (幣帛, 'Heihaku'?).
- Koreisai (古例祭) (古例祭, 'Koreisai'?): cerimònies que es realitzen de manera anual i en llocs i dates definides;
- Rinjisai (臨時祭) (臨時祭, 'Rinjisai'?): cerimònies que es realitzen de manera especial, quan ocorri un fet important en la nació o en la Família Imperial.